# Matt Dawson (hockeista su prato)
Matthew Dawson, noto anche con lo pseudonimo di Matt (Killarney Vale, 27 aprile 1994), è un hockeista su prato australiano.
Difensore della Nazionale di hockey su prato dell'Australia, ha gareggiato ai Giochi Olimpici del 2016 e del 2020.

## Carriera
Figlio dell'ex giocatore di cricket Trish Dawson, fu selezionato per la prima volta per giocare per la squadra nazionale di hockey su prato maschile dell'Australia nel 2014 contro l'India.
Da allora ha giocato nel'Hockey Champions Trophy 2014 e 2016.  Nel 2015 è stato ingaggiato dai Kalinga Lancers nella Hockey India League.
Dawson è stato selezionato nella squadra dei Kookaburras per le Tokyo 2020, dove la squadra ha raggiunto la finale per la prima volta dal 2004 ma non è riuscita a raggiungere l'oro, battuta dal Belgio ai rigori.
Durante la preparazione per le Olimpiadi di Parigi 2024, subì la frattura del dito anulare della mano destra: per non perdere l'appuntamento olimpico a causa dell'ingessatura e della successiva lunga riabilitazione, decise di farsi amputazione parzialmente il dito infortunato.